# IC 64
IC 64 — галактика типу E-S0 (еліптична спіральна галактика) у сузір'ї Риби.
Цей об'єкт міститься в оригінальній редакції індексного каталогу.